# Copa Intercontinental de Basquete de 2016
A Copa Intercontinental de Basquete de 2016 foi a vigésima sexta edição do torneio máximo de clubes da FIBA envolvendo os campeões da Copa Europeia da FIBA (Fraport Skyliners) e da Liga das Américas 2016 (Guaros de Lara) que aconteceu em jogo único disputado em 18 de setembro de 2016 na Fraport Arena em Frankfurt am Main, Hesse, Alemanha.

## Resultado Final
| 18 de Setembro 15:30 | Relatório | Fraport Skyliners                              | 69–74 | Guaros de Lara                                    |  | Frankfurt, Alemanha Público: 5.002 |  |
| 18 de Setembro 15:30 | Relatório | Placar por quarto: 16–19, 23–13, 13–19, 17–23  |       |                                                   |  | Frankfurt, Alemanha Público: 5.002 |  |
| 18 de Setembro 15:30 | Relatório | Pts: Shields 16 Rbts: Shields 7 Asts: Starks 5 |       | Pts: Graham 19 Rbts: Colmenares 5 Asts: Guillén 4 |  | Frankfurt, Alemanha Público: 5.002 |  |

| Copa Intercontinental de Basquete de 2016 |
| Venezuela                                 |
| ----------------------------------------- |
| Campeão Guaros de Lara (1º título)        |

## Destaques Individuais
- MVP -  Zach Graham  (Guaros de Lara).[2]
- Maior anotador -  Zach Graham  (Guaros de Lara), com 19 pontos.
- Mais assistências -  Markel Starks  (Fraport Skyliners), com 6 assistências.
- Maior reboteiro -  Shavon Shields  (Fraport Skyliners), com 7 rebotes.